# Benjamin Sudakov
Benjamin « Benny » Sudakov (en hébreu : בני סודקוב‎; né en octobre 1969 à Tbilissi) est un mathématicien israélien, spécialiste en combinatoire.

## Biographie
Sudakov étudie les mathématiques à l'Université d'État de Tbilissi avec un bachelor en 1990 et un Master à l'Université de Tel Aviv avec mention summa cum laude en 1993. Il obtient en  1999 à Tel Aviv un Ph. D. sous la supervision de  Noga Alon  (titre de la thèse: Extremal problems in probabilistic combinatorics and their algorithmic aspects)(Recent developments in extremal combinatorics: Ramsey and Turán-type problems). 
En 2002, il devient professeur assistant à l'Université de Princeton ; il est membre de l'Institute for Advanced Study à Princeton (en 2003 et de 2005 à 2006). En 2007, il devient professeur à l'Université de Californie à Los Angeles, et depuis 2013 il est professeur à l'École polytechnique fédérale de Zurich.

## Recherche
Sudakov travaille en combinatoire extrémale, des méthodes algébriques et probabilistes en combinatoire, théorie des graphes, théorie de Ramsey, sur des structures aléatoires en combinatoire et applications de la combinatoire en  informatique.

## Distinctions et prix
En 2010 il est conférencier invité au Congrès international des mathématiciens à Hyderabad. En 2014 il est récipiendaire du prix de recherche Humboldt, en 2013 il devient fellow de l'American Mathematical Society et en 2019 membre de l'Academia Europaea. De 2004 à 2006 il est Sloan Research Fellow.
Parmi ses anciens thésards, il y a Jacob Fox, avec lequel il a, également avec David Conlon, amélioré les bornes pour les nombres de Ramsey des hypergraphes.

## Publications (sélection)
- M. Kwan et Benny Sudakov, « Proof of a conjecture on induced subgraphs of Ramsey graphs », Transactions Amer. Math. Soc., vol. 372, no 8,‎ 2019, p. 5571-5594 (zbMATH 1423.05106).
- I. Balla, F. Draxler, P. Keevash et Benny Sudakov, « Equiangular lines and spherical codes in Euclidean space », Inventiones math., vol. 211,‎ 2018, p. 179-212.
- M. Nagele, Benny Sudakov et R. Zenklusen, « Submodular Minimization Under Congruency Constraints », Proc. of the 29th Annual ACM-SIAM SODA,‎ 2018, p. 849-866.
- David Conlon, Jacob Fox et Benny Sudakov, « Two extensions of Ramsey's theorem », Duke Mathematical Journal, vol. 162,‎ 2013, p. 2903–2927.
- Noga Alon, A. Moitra et Benny Sudakov, « Nearly complete graphs decomposable into large induced matchings and their applications », J. European Math. Soc., vol. 15,‎ 2013, p. 1575-1596.
- Benny Sudakov, « A conjecture of Erdös on graph Ramsey numbers », Advances in Mathematics, vol. 227,‎ 2011, p. 601–609.
- David Conlon, Jacob Fox et Benny Sudakov, « An approximate version of Sidorenko´s conjecture », Geometric and Functional Analysis, vol. 20,‎ 2010, p. 1354–1366.
- David Conlon, Jacob Fox et Benny Sudakov, « Hypergraph Ramsey numbers », J. Amer. Math. Soc., vol. 23,‎ 2010, p. 247-266.
- Noga Alon, Asaf Shapira et Benny Sudakov, « Additive approximation for edge-deletion problems », Annals of Mathematics, vol. 170,‎ 2009, p. 371–411.
- Endre Szemerédi, Benny Sudakov et Van H. Vu, « On a question of Erdős and Moser », Duke Math J., vol. 129,‎ 2005, p. 129–155.